# Lippische Rose

Die Lippische Rose

Die Lippische Rose ist  eine gemeine Figur in der Heraldik. Das Symbol geht auf den Schild des Hauses Lippe zurück. 

## Darstellung
Die Lippische Rose ist eine Rose mit fünf roten Blütenblättern, mit fünf goldenen (gelben) Kelchblättern sowie mit goldenem (gelbem) Butzen. Die 16 goldenen Punkte der Butzenperipherie sollen die 16 Gemeinden im Kreis Lippe darstellen.
Meistens wird die Rose derart abgebildet, dass ein Kelchblatt nach unten und ein Blütenblatt nach oben zeigt. Die Blütenmitte wird auch als Butzen, Knopf oder Plötzlein bezeichnet. Diese Rose wird in der Heraldik gemeine Figur genannt. Die Lippische Rose ist ein Sonderfall in der Darstellung der heraldischen Rosen und mit eigenem Namen versehen. Damit liegen die Darstellung im Wappenschild und ihre Farbgebung (Tingierung) fest und können als sichere Erkennungsmerkmale verstanden werden.

## Herkunft

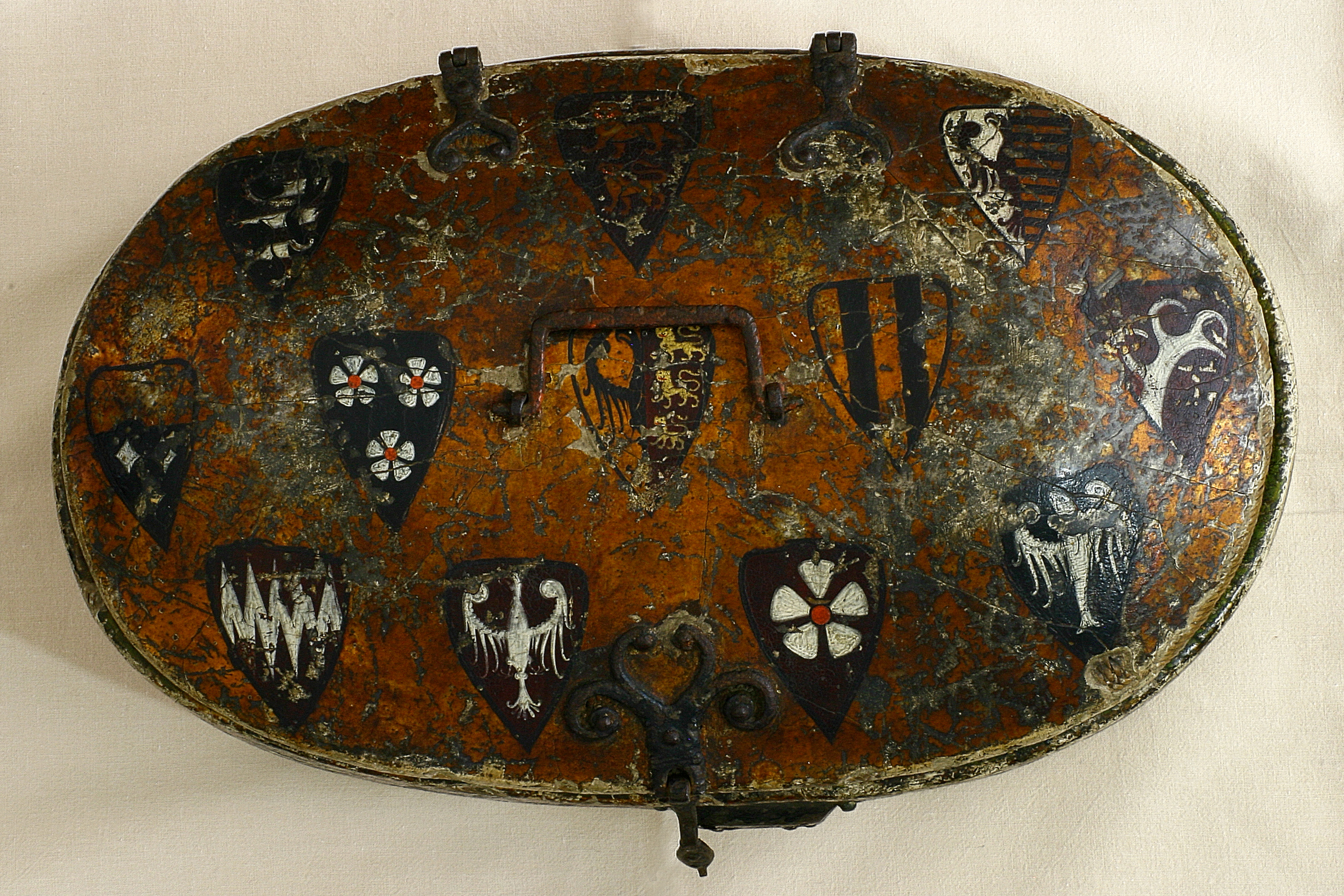
Quedlinburger Wappenkästchen, um 1209 – Als Lippische Rose wird die Blüte auf dem Wappen zwischen den beiden Adlerwappen interpretiert.

Die Lippische Rose war das Wappenzeichen der Edelherren zur Lippe und war daher auch im Staatswappen des Landes Lippe enthalten, das in verschiedenen staatsrechtlichen Ausprägungen bis 1947 als Staat existierte. Eine Nebenlinie des Hauses Lippe regierte in Schaumburg-Lippe, sodass auch dessen Wappen die Lippische Rose zeigte. Der früheste eindeutige Nachweis des Zeichens datiert auf dem Siegel einer Urkunde Hermanns II. aus dem Jahr 1218. Nach Ansicht einiger Historiker soll die Lippische Rose auch auf dem noch früher datierten Wappenkästchen des Quedlinburger Domschatzes zu sehen sein.

## Verbreitung

Lippische Rose im Wappen der Stadt Lippstadt

Die Verbreitung der lippischen Rose als Wappenzeichen war in etwa auf das Gebiet der ehemaligen Staaten Lippe und Schaumburg-Lippe begrenzt. Dies entspricht Teilen des heutigen Kreises Lippe und der Gegend um Lippstadt in Nordrhein-Westfalen sowie einigen Teilgebieten im niedersächsischen Landkreis Schaumburg. Darüber hinaus gelangte die Lippische Rose vereinzelt durch dynastische Verbindungen in die Wappen verbundener Adelsfamilien.

## Verwendung

Lippische Rose im Wappenzeichen Nordrhein-Westfalens – abweichend von heraldischen Regeln und der gesetzlichen Wappenbeschreibung mit grünen Butzen und Kelchblättern

Neben der historischen Bedeutung aus den Wappen der beiden Staaten Lippe und Schaumburg-Lippe taucht die Lippische Rose heute auch im Wappen des Landes Nordrhein-Westfalen auf, in dem der Staat Lippe aufging. Im Wappen Nordrhein-Westfalens wird die Rose allerdings entgegen der gewohnten Darstellung um 36 Grad gedreht dargestellt, so dass eines der Kelchblätter statt nach unten nach oben zeigt. Im Wappenzeichen Nordrhein-Westfalens zeigt wiederum eines der Kelchblätter nach unten. Durch die Verbindung zwischen Bernhard zur Lippe-Biesterfeld und Juliana von Oranien-Nassau, frühere Königin der Niederlande, fand die Rose Aufnahme in einige Wappen der niederländischen Königsfamilie. So führte beispielsweise auch die heutige Prinzessin Beatrix bis zu ihrer Thronbesteigung die Lippische Rose im Wappen.
Daneben wanderte die lippische Rose bereits früh auch in die Wappen der Landkreise und Kreise, Städte und Gemeinden der Region. Die Lippische Rose ist beispielsweise im Wappen des Kreises Lippe und des Kreises Soest vertreten, in den Wappen der Städte Barntrup, Oerlinghausen und Rehburg-Loccum (hier Zeichen der Grafen von Hallermund), im Wappen der Gemeinden Augustdorf und Schlangen sowie im Wappen der ehemaligen Gemeinden Rischenau und Störmede.
Abgewandelte Formen (zum Beispiel ohne Kelchblätter, andersfarbige Butzen, andere Farben) lassen sich in den Wappen von Detmold, Bückeburg, Blomberg, Horn-Bad Meinberg, Lemgo, Lippstadt und Lügde nachweisen. 
Außerdem ist die Lippische Rose in etlichen Vereinen und Einrichtungen dieser Gebiete zu finden. Die Lippische Rose ist beispielsweise das Wappen des Landesverbandes Lippe. Auf den lippischen Münzen fand die Rose regelmäßig Verwendung. Nach der Wiedervereinigung Deutschlands fand die Lippische Rose Verwendung als Logo des Weinguts Schloss Proschwitz bei Meißen, das von einem Mitglied des Hauses Lippe geführt wird. Auch die Bundeswehr griff immer wieder auf die Lippische Rose zurück. So zeigen bzw. zeigten beispielsweise die (internen) Verbandsabzeichen vieler Truppenteile der Panzerbrigade 21 mit Sitz im lippischen Augustdorf und der mittlerweile aufgelösten Luftlandebrigade 27 mit Sitz im ehemals lippischen Lippstadt die Lippische Rose.